# Amphipyra
Amphipyra ist eine Gattung innerhalb der Familie der Eulenfalter (Noctuidae). Amphipyra ist auf Grund einer Vielzahl unbeschriebener und kryptischer Arten, wegen Arten-Gruppen und der Ähnlichkeit der Genitalien voller taxonomischer Probleme.

## Diagnose
Die Palpi sind schlecht entwickelt, das zweite Segment ist wie das terminale Segment anstelle fransiger Haare glatt beschuppt, terminales Segment länger und spitzer. Thorax, Abdomen und Beine sind behaart statt beschuppt, Thorax mit seitlichen fransigen Haaren.

## Arten
Zur Gattung Amphipyra gehören derzeit 47 Arten, in Europa zählen elf Arten dazu, in Deutschland sind es fünf.
- Svenssons Pyramideneule, Amphipyra berbera Rungs, 1949
- Zimt-Glanzeule (Amphipyra cinnamomea) (Goeze, 1781); Syn.: Pyrois cinnamomea
- Amphipyra effusa Boisduval, 1828
- Tiefschwarze Glanzeule, Amphipyra livida ([Denis & Schiffermüller], 1775)
- Amphipyra micans Lederer, 1857
- Amphipyra molybdea Christoph, 1867
- Gesäumte Glanzeule, Amphipyra perflua (Fabricius, 1787)
- Pyramideneule, Amphipyra pyramidea (Linnaeus, 1758)
- Amphipyra stix Herrich-Schäffer, 1850
- Amphipyra tetra (Fabricius, 1787)
- Dreipunkt-Glanzeule, Amphipyra tragopoginis (Clerck, 1759)
- Amphipyra tripartita (Butler, 1878)